# 이영숙 (가수)
이영숙(한국 한자: 李英淑, 1949년 2월 18일 ~ 2016년 11월 17일)은 대한민국의 가수이다.

## 생애
1949년 2월 18일 대한민국 전라남도 광주시(現 광주광역시)에 태어나 1968년 '아카시아의 이별'로 가요계에 데뷔하였다.
동생인 이영일(미국 거주)과 '추억의 푸른 언덕', '파란마음 하얀마음' 등을 부르며 '남매가수'로 활동하기도 했다. 이후 기독교에 귀의했고 사단법인 '한국 은빛 소망회'를 설립, 운영하면서 봉사활동에 매진하던 중 자신이 다니던 교회 목사의 소개로 '범서방파' 두목 김태촌을 만나 2년 간 편지를 주고 받다가 1998년 청송교도소에서 그와 결혼했다. 2000년경 자궁경부암이 생겨 암 투병생활을 하기 시작했고 2013년 1월에는 남편 김태촌과 사별했다. 2016년 2년 전에 재발한 암으로 인해 건강이 악화되었고 2016년 11월 17일 오후 11시 45분 향년 69세(만 68세)로 사망했다.

## 음반

### 베스트
- 1969년 6월 20일 《李英淑 스테레오 힛트앨범 - 울보아빠 / 그림자》
- 1971년 3월 15일 《李英淑 스테레오 힛트앨범 - 왜왔오 / 여자의 부르스》

### 정규
- 1971년 2월 23일 《나훈아, 이영숙 - 잊지못할 그사람 / 아네모네 첫사랑》
- 1978년 10월 9일 《李英淑 독집 - 눈물이 보일까봐 / 다시온다 말해주》

### 컴필
- 1968년 9월 25일 《김부자, 이영숙 외 7명 - 팔도기생 / 슬픔을 남긴 사랑》
- 1969년 5월 23일 《이영숙, 김부자 외 6명 - 미워하지 마세요 / 며늘아기》
- 1969년 5월 29일 《나훈아, 이영숙 외 5명 - 천리길 / 그림자》
- 1971년 4월 1일 《이영숙 외 11명 - 1971년 오아시스 힛트쏭 선집 제1집》

## 출연 작품

### 영화
- 1971년 《7인의 숙녀》 - 주연 역 (7명의 여대생들 중 1명)